# Джузеппе Альберіґо
Джузеппе Альберіґо (італ. Giuseppe Alberigo; 21 січня 1926, Куассо-аль-Монте — 15 червня 2007, Болонья) — італійський історик, один з провідних фахівців з історії Католицької церкви і Другого Ватиканського собору.

## Біографія
Джузеппе Альберіґо народився 21 січня 1926 року в Куассо-аль-Монте на півночі Італії.
У 1948 році отримав докторський ступінь в Католицькому університеті Мілану (доктор юридичних наук), працював асистентом у «Центрі документації» в Болоньї. Проводив дослідження з питань права та церковної історії. У 1951 році Альберіґо був призначений професором університету Модени. З 1954 по 1967 рік працював у Флорентійському університеті.
У 1962 році Джузеппе Альберіґо став керівником Інституту релігійних наук у Болоньї, а в 1967 році отримав призначення на посаду професора церковної історії. До цього часу відносяться його дослідження з історії Тридентського собору над якими він працював під час дворічного перебування в Бонні.
У 1999 році Джузеппе Альберіґо було присвоєно звання почесного доктора факультету католицького богослов'я Вестфальського університету в Мюнстері.
Також довгий час Джузеппе Альберіґо, разом з Гансом Кюнгом і Карлом Ранером був членом редакції богословського журналу «Concilium».
Помер 15 червня 2007 року в Болоньї.

## Наукова діяльність
Джузеппе Альберіґо відомий в усьому науковому світі своїми дослідженнями з історії Другого Ватиканського собору, зокрема тими, що вийшли під його редакцією у п'ятитомному збірнику праць цього собору («Storia del concilio Vaticano II»), опублікованому в 1995—2001 роках та перекладеному багатьма мовами.
Джузеппе Альберіґо також написав декілька досліджень про діяльність папи римського Івана XXIII. Був автором і редактором багатьох інших книг і есе.

## Нагороди
- Кавалер Великого хреста Ордена «За заслуги перед Італійською Республікою» (18 квітня 2007)[4].

## Праці
- «Папа Іван XXIII» — «Papa Giovanni (1881—1963)» (2000),
- «Історія Другого Ватиканського собору» — «Storia del Concilio Vaticano II» (5 т., 1995—2001),
- «Коротка історія Другого Ватиканського собору» — «Breve storia del concilio Vaticano II (1959—1965)» (2005),
- «Християнство в Італії» — «Il cristianesimo in Italia» (1997),
- «Церква свята і грішна» — «Chiesa santa e peccatrice» (1997),
- «Протестантська Реформація. Витоки і причини» — «La riforma protestante. Origini e cause» (1988).